# USS New York (1820)
Pour les autres navires du même nom, voir USS New York.
L'USS New York est un vaisseau de 74 canons de classe Delaware de l'US Navy dont la construction a commencé en 1820. Jamais lancé, il est brulé en 1861 par les forces de l'Union. 

## Histoire
L'USS New York est un navire de ligne de 74 canons de classe Delaware commandé par l’US Navy le 29 avril 1816
La construction débute avec la pose de la quille en mars 1820 au Norfolk Navy Yard à Norfolk, en Virginie. Jamais été lancé, il est brûlé sur place à Norfolk le 21 avril 1861 par les forces de l'Union pour éviter sa capture par les troupes confédérées.
Le navire est nommé New York  en l'honneur de l'État de New York, onzième de treize signataires originels, le 26 juillet 1788, de la Constitution des États-Unis.